# (7117) Claudius
(7117) Claudius (1988 CA1) – planetoida z grupy pasa głównego asteroid okrążająca Słońce w ciągu 3,22 lat w średniej odległości 2,18 j.a. Odkryta 14 lutego 1988 roku.